# Alfred Kaczmarek
Alfred Józef Kaczmarek (ur. 5 lutego 1928 w Kaliszu, zm. 6 stycznia 2019 w Poznaniu) – polski polityk, w latach 1975–1979 prezydent Kalisza.

## Życiorys
Syn Michała i Bronisławy. W latach 1975–1979 sprawował urząd prezydenta Kalisza z ramienia Polskiej Zjednoczonej Partii Robotniczej, obejmując funkcję w momencie kiedy Kalisz stał się siedzibą województwa. W trakcie jego urzędowania między innymi powierzchnia miasta powiększyła się do 50 km kw, a z ruchu kołowego wyłączono centrum Kalisza. Był również inicjatorem budowy Domu Kombatanta w Kaliszu.
Zmarł 6 stycznia 2019 i 14 stycznia tego samego roku został pochowany na cmentarzu komunalnym w Kaliszu.